# Stan Meissner
Stan Meissner (Toronto, 28 augustus 1956) is een Canadese componist, zanger en songwriter. Zijn meer dan 35 jaar lange carrière in de muziekindustrie omvat zowel hits in Canada als internationaal in het buitenland.

## Biografie
Als artiest heeft Meissner drie cd's uitgebracht: Dangerous Games, Windows to Light en Undertow, terwijl als schrijver zijn liedjes zijn opgenomen door o.a. Celine Dion, Eddie Money, Ricochet, Farmer's Daughter, Rita Coolidge, BJ Thomas, Alias, Triumph, Ben Orr (The Cars), Eric Clapton, Darby Mills, Lee Aaron, Carl Dixon, Toronto en Lara Fabian. Daarnaast heeft Meissner muziek geschreven voor verschillende tv-series en films, waaronder Beverly Hills 90210, Hang Time, Forever Knight, Tekwar, Sweating Bullets / Tropical Heat, Little Criminals (CBC), Phenom, Tales from the Crypt, A&E Biography, Amy Fisher : My Story, My Secret Identity, Friday the 13th Parts 7 & 8, Friday the 13th: The Series, Ghoulies 3, Life Goes On en Shining Time Station.
Meissner is ook de creatieve kracht achter het duo Metropolis met Peter Fredette. De debuut-cd van Metropolis bevatte "The Darkest Side of the Night", dat als titeltrack te zien was in de film Friday the 13th Part VIII: Jason Takes Manhattan.
Meissner is de voormalige president van SOCAN, nadat hij president en voorzitter was van de raad van bestuur (2012–2018), en eerder als penningmeester (2003–2012) en president van de SOCAN Foundation (2006–2012). Hij is ook de voorzitter van de raad van bestuur van de Canadian Songwriters Hall of Fame (2012-heden), en hij was voorzitter van de Songwriters Association of Canada (2000-2006). Hij is zeer actief geweest in de songwriting-gemeenschap en werkte als een onvermoeibare pleitbezorger om een positievere omgeving voor makers in Canada en de rest van de wereld te bevorderen.

## Discografie

### Studioalbums
- Dangerous Games (1983)[2]
- Windows to Light (1986)[2]
- Undertow (1992)[3]

### met Metropolis
- The Power of the Night (1999)

### Singles
- "I Need Your Love" / "Walking in the Dark" (A&M, 1984)[2]
- "Hide the Night Away" / "Walk Out of My Life" (A&M, 1984)[2]
- "Once Over" / "Once Over" (A&M, 1984)[2]
- "One Chance" / "Coming out of Nowhere" (A&M, 1985)[2]
- "I Want Everything" / "Surrender to You" (A&M, 1986)[2]
- "Can't Break Away from You" / "I Need Your Love" (A&M, 1986)[2]
- "River of Fire" (Duke Street 1992)[4]
- "It's No Secret" (Duke Street 1992)
- "Someone Like You" (Duke Street 1993)
- "The Lucky One" (Duke Street 1993)[5]

## Onderscheidingen
- Gemini Award recipient for music on CBC's 'It's Only Rock And Roll'
- B.C. Country Music Association 'Songwriter of the Year' – 1999
- Juno Award nominee 'Songwriter of the Year' – 2000
- Juno Award nominee 'Most Promising Male Vocalist' −1986
- Socan No. 1 Award for writing 'Leila' (1995 – sung by Lara Fabian)
- Socan Airplay Award for 'Il Suffit D'une Eclair' (1994 – sung by Lara Fabian)
- Socan Airplay Award for 'Leila' (1995 – sung by Lara Fabian)
- Canadian Music Publishers Award for 'One Chance' (among the top Canadian hits of 1987–1988)
- Multiple RIAA and CRIA Gold and Platinum Records